# Pflach
Pflach is een gemeente in het district Reutte in de Oostenrijkse deelstaat Tirol.
Pflach ligt ongeveer twee kilometer verwijderd van de districtshoofdplaats Reutte. Het werd in 1275 voor het eerst vermeld als Plech, dat is afgeleid van het Middelhoogduitse vlach (vlakte). In de 15e eeuw werd hier ijzererts gewonnen. Verder werd hier ook hier messing vervaardigd. Bewijs kan hiervoor kan worden gevonden aan de voet van de 2043 meter hoge berg Säuling alsook in de uit de 15e eeuw stammende Hüttenmühlkapelle.
Pflach ligt aan de Außerfernspoorlijn.
Tot Pflach behoort sinds 1974 het gehucht Oberletzen en sinds 1981 Unterletzen.
Bach · Berwang · Biberwier · Bichlbach · Breitenwang · Ehenbichl · Ehrwald · Elbigenalp · Elmen · Forchach · Grän · Gramais · Häselgehr · Heiterwang · Hinterhornbach · Höfen · Holzgau · Jungholz · Kaisers · Lechaschau · Lermoos · Musau · Namlos · Nesselwängle · Pfafflar · Pflach · Pinswang · Reutte · Schattwald · Stanzach · Steeg · Tannheim · Vils · Vorderhornbach · Wängle · Weißenbach am Lech · Zöblen
- Gemeinsame Normdatei: 4115946-9
- Virtual International Authority File: 244583070